# Картель Синалоа

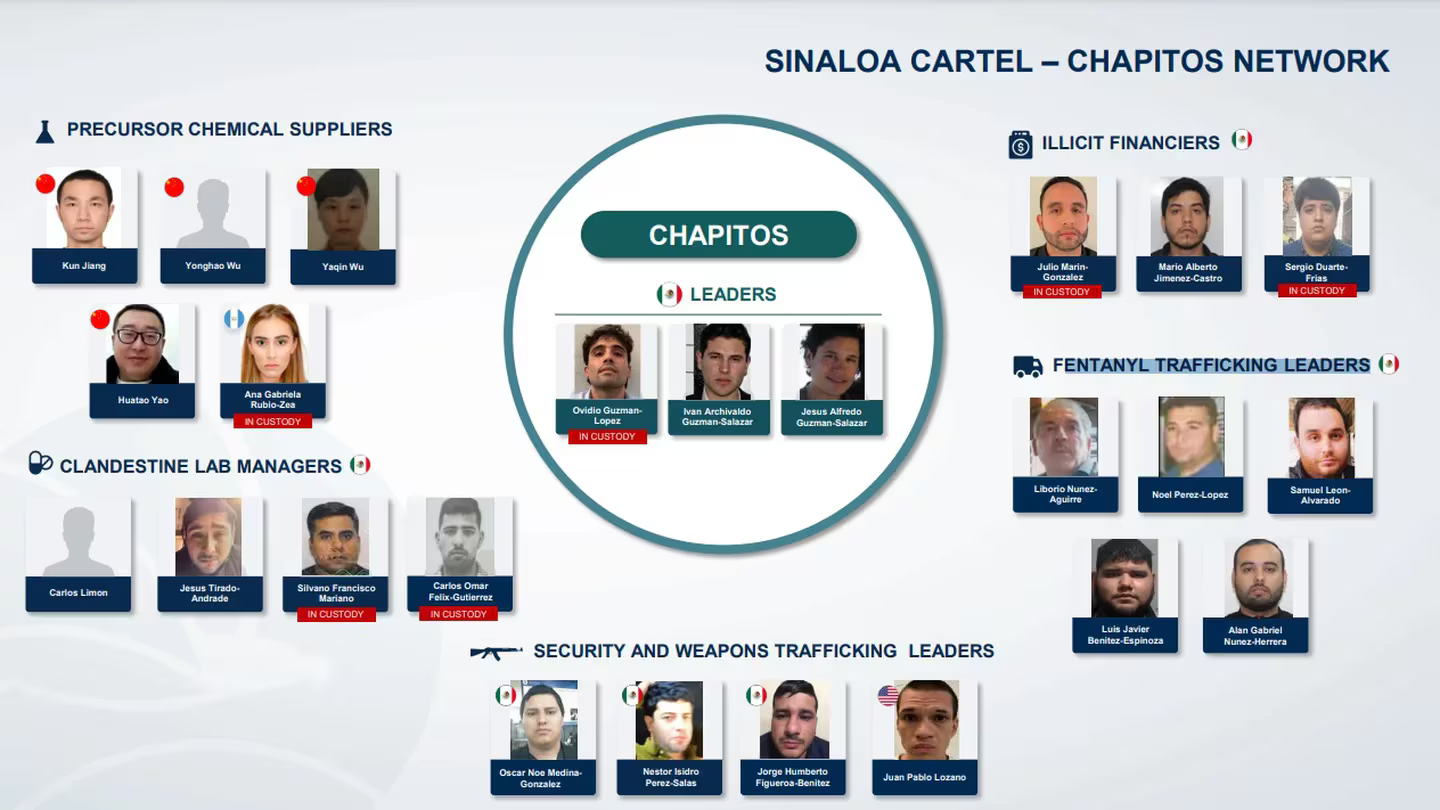
Структура картеля Синалоа: лидеры и их подчиненные группы, ответственные за поставку химических веществ, управление лабораториями, финансы, торговлю фентанилом и безопасность.

Синало́а, Тихоокеа́нский карте́ль (исп. Sinaloa; Pacific Cartel) — самый крупный наркокартель Мексики. Известен также как Организация Гусмана-Лоэры. На долю картеля приходится до 60 % всего наркотрафика в США. Занимается поставкой в США кокаина, героина, метамфетамина, фентанила, марихуаны и MDMA.

## История
Картель был основан в конце 1980-х годов.
31 октября 2011 года в ходе масштабной спецоперации в американском штате Аризона сотрудники правоохранительных органов арестовали 70 человек, подозреваемых в контрабанде наркотиков. Все они, как сообщается, сотрудничали с мексиканским наркокартелем «Синалоа». Мексика захватила 599 самолетов и вертолетов, связанных с картелем Синалоа. Это почти в пять раз больше флота Aeromexico, хотя, надо отметить, большая часть самолётов картеля Синалоа небольших размеров — Cessna (самые популярные), Gulfstream, Piper и другие.

Карта с обозначением сфер влияний мексиканских наркокартелей по состоянию на май 2010 года.
Тихуанский картель
Бельтран Лейва
Картель Синалоа
Картель Хуареса
Картель Ла Фамилиа
Картель Гольфо
Лос-Сетас
Спорные территории

## Лидеры
- Хоакин Гусман (Эль Чапо) (арестован в 2014 году, сбежал в июле 2015 года, снова пойман 8 января 2016 года)
- Игнасио Коронель (Начо) (погиб в перестрелке 29 июля 2010 года)
- Овидио Гусман Лопес, широко известный как «Эль-Ратон» или «Эль-Нуэво-Ратон» («Мышь» или «Новая мышь») (арестован 5 января 2023 года)
- Исмаэль Самбада (совместно с Эль Чапо, после его ареста в 2016 году — единолично. Арестован в июле 2024 года)

## В культуре
- В фильме «Патруль» у полицейских в заглавных ролях начинаются проблемы, когда они «переходят дорогу» картелю Синалоа.
- В фильме «Терминатор: Тёмные судьбы» киборг REV-9, чтобы добраться до своей цели, идёт на хитрость и сообщает патрульной службе координаты главных героев, добавляя, что это «…члены известного картеля Синалоа…».
- Сериал «Нарко: Мексика» посвящён в том числе картелю Синалоа.
- Сериал «Эль Чапо» посвящен становлению картеля Синалоа.
- В фильме «Василий» действия происходят на подконтрольных территориях наркокартеля.